# ギリシャ語通訳
「ギリシャ語通訳」（ギリシャごつうやく、The Greek Interpreter）は、イギリスの小説家、アーサー・コナン・ドイルによる短編小説。シャーロック・ホームズシリーズの一つで、56ある短編小説のうち22番目に発表された作品である。イギリスの「ストランド・マガジン」1893年9月号、アメリカの「ハーパーズ・ウィークリー」1893年9月16日号に発表。同年発行の第2短編集『シャーロック・ホームズの思い出』(The Memoirs of Sherlock Holmes) に収録された。
ワトスンがシャーロック・ホームズの兄であるマイクロフト・ホームズに初めて出会う作品でもある。

## あらすじ
ある日のこと、ホームズとワトスンは遺伝と性格の話をしていた。その中でホームズは、7歳年上の兄がいると語った。兄の名前はマイクロフトで、ホームズ以上の観察力と推理力があるらしい。ワトスンが、そんな探偵の名前は聞いたことが無いと言うと、マイクロフトは体を動かすことが苦手なので探偵稼業はせず、数字に強いので会計検査員として勤めているという。また、ロンドンの中でも変わり者たちが集まる「ディオゲネス・クラブ」のメンバーになっているらしい。このクラブは孤独を愛する者たちが、安楽椅子に寝転んだり新聞を読んだりしていて、クラブ内でしゃべったことが三度あると退会させられる、とホームズは言う。
時計を見たホームズは、ディオゲネス・クラブにマイクロフトが居る時間だ、と言ってワトスンを連れてクラブへ向かった。クラブに着くとすぐにホームズは、マイクロフトを連れ出して来た。会話ができる談話室に座ったホームズとマイクロフトは、窓の外を通る人々の素性や家族構成を次々と推理していく。その推理力は、確かにホームズに勝っているとワトスンは思った。マイクロフトは、解決したくなる奇怪な事件があるぞ、とホームズに言った。興味を示したホームズの前に、マイクロフトと同じアパートの住人でギリシャ語の通訳の仕事をしているメラスが連れてこられた。メラスの口から不可解な事件の話を聞かされる。
2日前の夜、メラスはある青年の訪問を受け、「ギリシャ人の友人がビジネスの用事で訪ねてきた。自分は英語しか話せないから、ギリシャ語の通訳をして欲しい」と言われた。青年はラティマーと名乗り、準備されていた馬車は窓に目隠しがされ、行き先が分からないようになっていた。1時間半ほども馬車に揺られて、メラスたちはある屋敷に着いた。家の中には眼鏡をかけた中年の男がいて、ラティマーのことを「ハロルド」と呼んだ。中年男はメラスを部屋に案内し、椅子に座らせた。すぐにハロルドが、やせ衰えて顔中に絆創膏を貼られた男を連れてきて、同じく椅子に座らせた。痩せた男はギリシャ語しか話せないので、英語の質問を通訳しろと言う。答えは石盤に書かせるようにした。質問の内容は、何かの書類へサインを求めるものだったが、痩せた男の答えは常に拒否するものだった。質問の中に、メラス自身からの質問を紛れ込ませて、次のことが分かった。痩せた男は、アテネから来たクラティディスで、3週間ほどここに捕らえられており、食事を与えられていないことを。あと少しの時間があれば、事件の全容が判明したのだが、突然、部屋に女性が入ってきて、英語で「ハロルド、もう耐えられない」と言った。それから痩せた男に気づいて、ギリシャ語で「まあ、パウロス」と言う。痩せた男は口から絆創膏を剥がして「ソフィー」と答える。すぐに女性も痩せた男も、部屋から連れ出されたので、それ以上の質問はできなかった。メラスは通訳の報酬として5ポンドを貰ったが、このことを誰にも話さないよう念を押された。彼は馬車に乗せられて知らない駅の近くで降ろされ、汽車でロンドンに帰って来た。そして次の朝、この悪事のことをマイクロフトに相談したのだった。
その話を聞いて、しばらく誰も口を開かなかった。ホームズが兄の方を見て「何か手を打ったのかな？」と聞く。マイクロフトはロンドン中の新聞に、ギリシャ人の男性パウロス・クラティディスと、ギリシャ人の女性ソフィーの尋ね人広告を出していた。マイクロフトはこの事件をホームズに任せた。ホームズは犯人たちが新聞広告を見て、メラスが秘密を洩らしたと思い行動を起こすかもしれないので、十分注意するよう言い渡して、彼を帰宅させた。ベイカー街へ向かいながら、ホームズとワトスンはメラスの出会った人々の関係を推理した。娘が誘拐されてきた、あるいは自分でイギリスにやってきて、悪党にたぶらかされた。それを知った関係者、たぶん兄がやってきて捕まり、書類にサインさせられそうなった…などなど。ベイカー街の下宿に着くと、安楽椅子に座ったマイクロフトがタバコを吹かしていた。新聞広告に返事があったので、辻馬車で先回りしたという。返事の手紙には、女性はベクナムのマートルズ荘にいる、と書いてあった。ホームズとワトスン、マイクロフトの3人はベクナムに向かう前に、通訳が必要な場合に備えてメラスを連れていこうとした。彼のアパートに行くと不在で、家主に聞けば、眼鏡をかけた男が迎えに来て馬車で出かけたという。どうやらメラスは捕まってしまったようだ。ホームズたちはロンドン警視庁に行き、グレグスン警部に同行してもらった。
4人がマートルズ荘に着いたのは夜の10時半過ぎで、屋敷は真っ暗だった。ホームズは馬車の車輪の跡を見て、重い荷物を積んで出て行ったようだという。玄関には鍵が掛かっていたが、ホームズが窓をこじ開けて4人は家の中へ入った。メラスが通訳した部屋に入ると、上の方からうめき声が聞こえる。ホームズが先頭になって階段を上り、声のする部屋に入った。ホームズはすぐに出てきて「木炭ガスだ」と言う。火鉢の中で青い炎があがり、二つの人影があった。ホームズが息を止めて部屋に飛び込み、窓を開けて火鉢を投げ出した。助け出したのは、縛られたメラスとパウロスで、パウロスは間に合わなかったが、メラスは何とか助かった。メラスの話によると、ここへ連れてこられて通訳をさせられたが、パウロスはサインを拒否した。メラスは秘密を洩らした裏切り者と言われて殴られ気絶し、気がついたらホームズたちに助けられていたという。
新聞広告に返事をくれた人物によると、ソフィーはギリシャの金持ちの娘でイギリスの友人を訪ねてきた。そこでハロルドに会って一目惚れし、駆け落ちを持ちかけられた。驚いた友人たちはソフィーの兄であるパウロスに連絡し、やってきたパウロスが悪人二人の手に引っかかったのだ。眼鏡の男はウィルスン・ケンプという悪人で、パウロスを餓死寸前まで追い詰め、兄妹の財産を譲る書類へのサインを求めていた。顔が分からないよう、パウロスには絆創膏を貼っていた。ソフィーは兄がイギリスにいることを、メラスが通訳に来た日まで知らなかった。馬車の御者によると、悪人二人はソフィーを連れて、借りていた家から立ち去ったという。
その後何か月も経ってから、ホームズの元にブダペストから新聞の切り抜きが届いた。それには「女性一人を連れて旅行中の、英国人の男二人が刺殺された」とあった。ハンガリー警察では、喧嘩して刺し違えたと考えていた。だがホームズは、あの娘に会えたのなら、自分と兄が受けた仕打ちにどんな復讐をしたのか語ってくれるだろう、と言った。
　

## 謎
- 犯人の2人が、どのような経緯でコンビを組むようになったかは、最後まで明らかにされていないが、W・S・ベアリング＝グールド著「シャーロック・ホームズ　ガス灯に浮かぶその生涯」（河出書房、ISBN : 4309460364）では、モリアーティ教授との関係が示唆されている。